# Gorbàtov
Gorbàtov (en rus: Горбатов) és un poble (un khútor) de l'óblast de Rostov, a Rússia, que en el cens del 2010 tenia 158 habitants, pertany al municipi de Bókovskaia.